# Sprzężna przekątna
Sprzężna przekątna – w anatomii człowieka jeden z wymiarów kanału rodnego miednicy. Jest to odległość od dolnego brzegu spojenia łonowego do promontorium. Wynosi około 12,5–13 cm.
Jej wartość ustalana jest podczas badania ginekologicznego.